# Masyaf
Masyaf este un oraș din Siria, din guvernoratul Hama.

## Legături externe
Materiale media legate de Masyaf la Wikimedia Commons